# Zaio
Zaio (en árabe: زايو‎, en lenguas bereberes: ⵣⴰⵢⵢⵓ, en francés: Zaïo) es un municipio marroquí en la región Oriental. Desde 1912 hasta 1956 perteneció a la zona norte del Protectorado español de Marruecos. En 2014, Zaio tenía una población total de 35.806.